# گرگیاس
گرگیاس (Gorgias) یا جرجیاس (یونانی: Γοργίας) (۴۸۳–۳۷۵ پیش از میلاد) از نخستین سوفسطاییان یونان بود. گرگیاس با پروتاگوراس معاصر بود و افلاطون یکی از آثار خود را به نام او کرده‌است.

## زندگی
گرگیاس فرزند خارمانتیداس بود و در سال ۴۸۷ پیش از میلاد در شهر لئونتینی، از متصرفات یونان در سیسیل زاده شد. گرگیاس برادری به نام هرودیکوس، و نیز خواهری داشت که تندیس او را وقف پرستشگاه خدای دلفی کرد.
گرگیاس شصت‌ساله بود که هم‌شهریانش او را در سال ۴۲۷ پیش از میلاد به آتن فرستادند تا از آتنیان در برابر هجوم سیراکوزیها درخواست کمک کند. گرگیاس در آتن به سخنرانی پرداخت، و به آموزش فنّ سخنوری مشغول شد. ایسوکراتیس، پریکلس، کریتیاس، آلکیبیادس، توسیدید، آگاتون، کرفون، پولوس و کالیرس از شاگردان او بودند.
گرگیاس سال ۳۷۶ پیش از میلاد در سن صد و یازده سالگی در لاریسا در تسالی درگذشت.

## هیچ انگاری
گرگیاس هیچ انگار لقب گرفته‌است. برخی محققان تز او را به‌طوری تفسیر کرده‌اند که یک استدلال در برابر وجود هر چیزی باشد. هیچ انگاری باور به این است که همهٔ ارزش‌ها بی‌پایه و بی‌اساس هستند و این که هیچ چیز نمی‌تواند شناخته شده یا ابلاغ شده باشد. این با بدبینی یا پارانویا همراه است. یک شک و تردید افراطی که موجودیت را محکوم می‌کند. فلسفهٔ گرگیاس این است که در کل هیچ چیز وجود ندارد. او سه استدلال را پی در پی توسعه داد اول این که هیچ چیز وجود ندارد، دوم این که اگر هم وجود داشته باشد این برای انسان غیرقابل فهم است سوم این که اگر وجود قابل فهم باشد آن را نمی‌توان به‌طور قطع ابلاغ یا تفسیر کرد.

## آراء
گرگیاس ادعا می‌کرد که اگر به قول پارمنیدس وجود چیزی است که در همه‌جا هست؛ به واقع تفاوتی با چیزی که در هیچ‌جا نیست، ندارد و چنین چیزی هیچ است و بدین وسیله وجود همه چیز را انکار می‌کرد. هیچ چیز وجود ندارد، و به فرض وجود برای انسان شناختنی نیست، و اگر هم برای انسان شناختنی باشد، نمی‌توان دربارهٔ آن به دیگران آموزش داد. گرگیاس نقطه نظری مقابل نظر پروتاگوراس داشت و می‌گفت هیچ حقیقتی را نتوان یافت در حالی که پروتاگوراس می‌گفت هر کس هرچه بپندارد حقیقت است.
گرگیاس این نظرات را در کتابی با عنوان در باب طبیعت که تنها کتابی است که از وی به ما رسیده، بیان کرده‌است.